# Lottorf
Lottorf (dänisch: Lottorp) ist eine Gemeinde am Rand der Hüttener Berge im Kreis Schleswig-Flensburg in Schleswig-Holstein.

## Geografie und Verkehr
Lottorf liegt etwa 15 km südlich von Schleswig zwischen der Bundesstraße 77 und der Bundesautobahn 7 nach Rendsburg.

## Geschichte
Der Ortsname wurde erstmals 1649 dokumentiert und bedeutet Dorf des Loppa (von altdän. thorp, mnd. dorp, nnd. dörp, vgl. altn. Loptr für den Gott Loki). Der Ortsname gleicht Lottrup im Vejle Amt in Dänemark und Loppetorp im ehemals dänischen, heute südschwedischen Blekinge.
Während des Ersten Schleswigschen Krieges fand am 24. November 1850 bei Lottorf ein Gefecht zwischen dänischen und deutsch-schleswig-holsteinischen Truppenverbänden statt.

## Politik

### Gemeindevertretung
Bei der Kommunalwahl am 14. Mai 2023 wurden insgesamt neun Sitze vergeben. Diese fielen erneut alle an die Kommunale Wählervereinigung Lottorf. Die Wahlbeteiligung betrug 62,1 %.

### Wappen
Blasonierung: „Zwischen einer goldenen Doppelflanke, begrenzt von je einem schmalen blauen Pfahl, ein schwarzer Birkhahn mit rotem Kamm und Schnabel über einer schwebenden roten Torfmauer.“

## Wirtschaft
Neben nur noch wenigen landwirtschaftlichen Betrieben gibt es in Lottorf eine Kfz-Werkstatt, einen Heizungsbaubetrieb und eine Wirtschaftsberatung.